# John Leeson

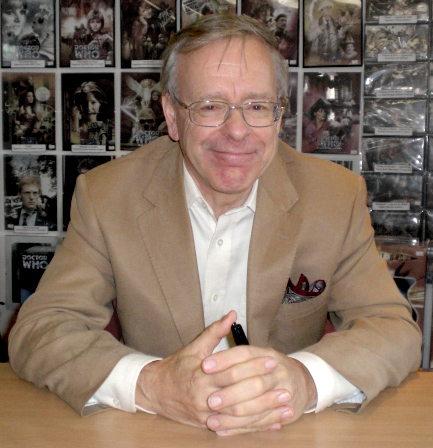
John Leeson

John Leeson (* 16. März 1943 in Leicester, England) ist ein britischer Schauspieler.

## Leben
Nach seinem Schulabschluss arbeitete John Leeson zunächst in einer Buchhandlung. Später war er als Portier im Krankenhaus tätig.
1964 absolvierte er seine Schauspielausbildung auf der Royal Academy of Arts. Danach folgten einige Auftritte in Filmen und Fernsehserien, sowie in einigen Theaterstücken am Londoner West End.
Von 1977 bis 1988 war John Leeson der Sprecher des Roboterhundes K9 in 61 Folgen der britischen Fernsehserie Doctor Who. Außerdem las er einige Doctor Who Audiobücher. 2006 nahm John Leeson seine Rolle des K9 wieder auf. Er sprach K9 erneut in Doctor Who und später auch in der Doctor Who Spin off Fernsehserie The Sarah Jane Adventures. Auch in den 26 Folgen der Fernsehserie K-9 übernahm er die Stimme des Hauptcharakters K9. 2013 wurde John Leesons Autobiografie Tweaking The Tail veröffentlicht. Sie ist im Vereinigten Königreich als Buch und als Audiobuch erschienen ist.

## Filmographie (Auswahl)
- 1968: The Spanish Farm
- 1969: Dad’s Army (Fernsehserie, 1 Folge)
- 1977: Crown Court (Fernsehserie, 1 Folge)
- 1977–1988: Doctor Who (Fernsehserie, 61 Folgen)
- 1977–2006: Blue Peter (Fernsehserie, 3 Folgen)
- 1981: Sorry! (Fernsehserie, 3 Folgen)
- 1981: K-9 and Company (Fernsehfilm)
- 1982: The Barretts of Wimpole Street (Fernsehfilm)
- 1986: Die Bombe fliegt (Whoops Apocalypse)
- 1987: American Streetfighter
- 1989: ’Allo ’Allo! (Fernsehserie, 1 Folge)
- 1993: The Bill (Fernsehserie, 1 Folge)
- 1994: Der Aufpasser (Minder, Fernsehserie, 1 Folge)
- 1995: Downtime
- 2000: Longitude – Der Längengrad (Fernsehfilm)
- 2001: Doctors (Fernsehserie, 1 Folge)
- 2006–2008: Doctor Who (Fernsehserie, 2 Folgen)
- 2007: The Weakest Link (Fernsehserie, 1 Folge)
- 2007–2010: The Sarah Jane Adventures (Fernsehserie, 11 Folgen)
- 2009–2010: K-9 (Fernsehserie, 26 Folgen)
- 2010:  Rebels Without a Clue
- 2013: The Five(ish) Doctors Reboot (Fernsehfilm)
- 2013–2014: Stargazing Live: Back to Earth (Fernsehserie, 5 Folgen)